# جورج إس. كلينتون
جورج إس. كلينتون (بالإنجليزية: George S. Clinton)‏ هو موسيقي وملحن أمريكي، ولد في 17 يونيو 1947 في تشاتانوغا في الولايات المتحدة.

## وصلات خارجية
- الموقع الرسمي
- جورج إس. كلينتون على موقع IMDb (الإنجليزية)
- جورج إس. كلينتون على موقع ميوزك برينز (الإنجليزية)
- جورج إس. كلينتون على موقع قاعدة بيانات الأفلام السويدية (السويدية)
- جورج إس. كلينتون على موقع أول ميوزيك (الإنجليزية)
- جورج إس. كلينتون على موقع ديسكوغز (الإنجليزية)
- جورج إس. كلينتون على موقع قاعدة بيانات الفيلم (الإنجليزية)
- جورج إس. كلينتون على موقع كينوبويسك (الروسية)

لم يتم العثور على روابط لمواقع التواصل الاجتماعي.